# Asche zu Asche
Asche zu Asche (niem. Z prochu w proch) jest piosenką niemieckiego zespołu Rammstein, pochodzącą z jego debiutanckiego albumu zatytułowanego Herzeleid wydanego w roku 1995. Singiel wydany w 2001 zawiera oprócz oryginalnej piosenki także 5 utworów z albumu Live aus Berlin.

## Spis utworów na singlu
1. Asche zu Asche (Album Version)
2. Spiel mit mir (Live Version)
3. Laichzeit (Live Version)
4. Wollt ihr das Bett in Flammen sehen? (Live Version)
5. Engel (Live Version)
6. Asche zu Asche (Live Version)

## Spis utworów na singlu promocyjnym
1. Asche zu Asche (Live Version) (3:42)
2. Asche zu Asche (Studio Version) (3:51)